# قسم حومة الجنوبي الريفي (مقاطعة إسلام آباد غرب)
قسم حومة الجنوبي الريفي (بالفارسية: دهستان حومه جنوبی) هي منطقة سكنية تقع في قسم في إيران. يقدر عدد سكانها بـ 15,173 نسمة .